# Masties
Masties (fl. V-VI secolo) è stato un sovrano berbero, re dell'Aurès, regno nei territori dell'odierna Tunisia e Algeria.

## Biografia
Durante la caduta dell'Impero romano d'Occidente avvenuta nella seconda metà del V secolo, si formarono nelle zone montuose non controllate dal Regno dei Vandali diversi regni romano-berberi. Dopo la deposizione di Romolo Augusto da parte di Odoacre nel 476 e l'assassinio dell'ultimo imperatore d'occidente legittimo Giulio Nepote nel 480, questi regni divennero stati vassalli dell'Impero romano d'Oriente.
Masties creò il suo regno nel territorio della Numidia, scegliendo Arris come sua residenza e capitale. Durante una ribellione contro il re vandalo Unnerico, per legittimare il suo regno presso i provinciali romani, accettò il titolo di Imperator e, a partire dal 476, si dichiarò apertamente cristiano.
Secondo un'iscrizione trovata ad Arris, Masties regnò per 67 anni come Dux; di questi, 40 o solamente 10, anche come imperatore dei "Romani e Mori" fino al 516 d.C. Durante il suo regnò riuscì a bilanciare il potere tra i romani e i mori. Non vi è però alcuna indicazione che l'"impero" di Masties fosse riconosciuto dall'imperatore romano; infatti già gli altri principi berberi erano considerati usurpatori.

## Fonti storiche
- Iscrizione funeraria ritrovata nelle montagne dell'Aures ad Arris (L'Année Épigraphique 1945: 97, scheda ECDS, scheda EDH HD019959)